# Nick Obre
Nick Obre es un personaje creado por Themo Lobos que parodía a las películas de espías, incluyendo a James Bond.
Nick Obre es un investigador secreto de baja estatura, que lleva los números 000-5, los cuales indican que puede matar y también ser muerto. Viene acompañado de su fiel perro Watson, quién lleva un micrófono bi-direccional oculto en su collar.
Obre resuelve hasta el más increíble y peligroso caso, pero siempre cobra caro, a menos que el caso no sea resuelto. Cuando tiene tiempo libre o reflexiona sobre algún caso difícil de resolver, toca su guitarra eléctrica, en una alusión al detective Sherlok Holmes. Además fuma un tabaco de pipa asqueroso, que produce enormes cantidades de un humo inmundo y hace toser a todos a su alrededor.
- Datos: Q6041962